# Mishawaka
Mishawaka és una població dels Estats Units a l'estat d'Indiana. Segons el cens del 2000 tenia 46.557 habitants.

## Demografia
Segons el cens del 2000, Mishawaka tenia 46.557 habitants, 20.248 habitatges, i 11.642 famílies. La densitat de població era de 1.144,2 habitants/km².
Dels 20.248 habitatges en un 28,2% hi vivien nens de menys de 18 anys, en un 40,2% hi vivien parelles casades, en un 13% dones solteres, i en un 42,5% no eren unitats familiars. En el 35,8% dels habitatges hi vivien persones soles el 12,1% de les quals corresponia a persones de 65 anys o més que vivien soles. El nombre mitjà de persones vivint en cada habitatge era de 2,23 i el nombre mitjà de persones que vivien en cada família era de 2,92.
Per edats la població es repartia de la següent manera: un 24% tenia menys de 18 anys, un 11,8% entre 18 i 24, un 30,7% entre 25 i 44, un 19,4% de 45 a 60 i un 14% 65 anys o més.
L'edat mediana era de 34 anys. Per cada 100 dones de 18 o més anys hi havia 85,8 homes.
La renda mediana per habitatge era de 33.986$ i la renda mediana per família de 41.947$. Els homes tenien una renda mediana de 33.878$ mentre que les dones 23.672$. La renda per capita de la població era de 18.434$. Entorn del 7,3% de les famílies i el 9,9% de la població estaven per davall del llindar de pobresa.

## Poblacions més properes
El següent diagrama mostra les poblacions més properes.